# Aedes purpureipes
Aedes purpureipes é um espécie de mosquito do Género Aedes, pertencente à família Culicidae.